# Djilali Bedrani
Djilali Bedrani, né le 1er octobre 1993 à Toulouse, est un athlète français licencié au SATUC, spécialiste des épreuves de demi-fond

## Biographie

### Débuts
Il remporte la médaille de bronze par équipes junior aux Championnats d'Europe de cross-country 2011 à Velenje, la médaille d'argent par équipes junior aux Championnats d'Europe de cross-country 2012 à Budapest et la médaille de bronze par équipe espoir aux Championnats d'Europe de cross-country 2013 à Belgrade ainsi qu'aux Championnats d'Europe de cross-country 2015 à Hyères. À partir de cette année-là, il est entraîné par Sébastien Gamel,.
En 2016, il est éliminé en séries du 3 000 m steeple lors des championnats d'Europe d'Amsterdam.
Il est champion de France de cross court en 2018. Lors de la finale du 3 000 m steeple des championnats d'Europe de Berlin le 9 août 2018 (sa première finale en grands championnats), il se classe dixième en 8 min 41 s 83, expliquant avoir manqué d'expérience. Subséquemment, il sollicite l'accompagnement d'une préparatrice mentale.

### 2019: 5ème place aux championnats du monde
Il est sacré champion de France du 3 000 mètres en salle aux Championnats de France d'athlétisme en salle 2019 à Miramas avec un temps de 7 min 51 s 42, devançant sur le podium Jimmy Gressier et Yoann Kowal. Il devient également vice-champion de France du 1 500 mètres en salle dans cette même compétition.
Le 12 juillet, il termine septième du 3 000 m steeple du meeting Herculis de Monaco en 8 min 09 s 47, et passe donc sous les 8 min 10 pour la première fois de sa carrière sur cette distance. Fin juillet, il est sacré champion de France du 3 000 mètres steeple aux Championnats de France d'athlétisme 2019 à Saint-Étienne.
Il finit cinquième de la finale du 3000 mètres steeple des Championnats du monde d'athlétisme 2019 et établit son record personnel sur cette épreuve en 8 min 5 s 23, faisant de lui le troisième meilleur performeur français de tous les temps sur la distance derrière Mahiedine Mekhissi (8 min 00 s 09) et Bob Tahri (8 min 01 s 18).

### Saison 2020
Au meeting de Liévin le 19 février 2020, Djilali Bedrani se classe septième du 3 000 m avec un temps de 7 min 41 s 40, record personnel en salle et deuxième meilleure performance française de tous les temps. Sa rentrée sur le 3 000 m steeple a lieu le 14 août à l'occasion du meeting de Ligue de diamant de Monaco, où il se classe troisième de la course en 8 min 13 s 43. Le 31 décembre, il termine quatrième des 5 km de Barcelone en 13 min 48 s.

### Saison 2021
Le 21 février 2021 aux Championnats de France en salle Djilali Bedrani remporte la course en 3 min 40 s 27 et devient alors champion de France de la discipline à l'issue d'une course très disputée.
Il enchaîne quelques semaines plus tard sur les Championnats d'Europe toujours en salle. Il ne parvient malheureusement pas à se qualifier pour la finale et termine 4ème de sa série en 7 min 55 s 76.
Aux Jeux olympiques de Tokyo, il est éliminé en séries.

## Palmarès

### International
| Année | Compétition                              | Lieu      | Résultat | Épreuve         | Temps          |
| ----- | ---------------------------------------- | --------- | -------- | --------------- | -------------- |
| 2012  | Championnats du monde juniors            | Barcelone | 14e S    | 3 000 m steeple | 08 min 56 s 98 |
| 2013  | Championnats d'Europe espoirs U23        | Tampere   | 8e       | 3 000 m steeple | 08 min 46 s 11 |
| 2014  | Championnats de Méditerranée espoirs U23 | Aubagne   | 5e       | 3 000 m steeple | 09 min 09 s 08 |
| 2015  | Championnats d'Europe espoirs U23        | Tallinn   | 8e       | 3 000 m steeple | 08 min 50 s 99 |
| 2016  | Championnats d'Europe élites             | Amsterdam | 22e S    | 3 000 m steeple | 08 min 57 s 27 |
| 2018  | Championnats d'Europe élites             | Berlin    | 10e      | 3 000 m steeple | 08 min 41 s 83 |
| 2019  | Championnats d'Europe élites (en salle)  | Glasgow   | 4e       | 3 000 m         | 7 min 58 s 40  |
| 2019  | Championnats du monde élites             | Doha      | 5e       | 3 000 m steeple | 8 min 05 s 23  |
| 2022  | Championnats d'Europe                    | Munich    | 8e       | 3 000 m steeple | 8 min 28 s 52  |
| 2024  | Championnats d'Europe                    | Rome      | 2e       | 3 000 m steeple | 8 min 14 s 36  |

S : Éliminé en séries.

### National
| Année | Compétition                             | Lieu          | Résultat | Épreuve         | Temps          |
| ----- | --------------------------------------- | ------------- | -------- | --------------- | -------------- |
| 2019  | Championnats de France en salle         | Miramas       | 1er      | 3 000 m         | 07 min 51 s 42 |
| 2019  | Championnats de France                  | Saint-Étienne | 1er      | 3 000 m steeple | 08 min 34 s 00 |
| 2020  | Championnats de France                  | Albi          | 1er      | 3 000 m steeple | 08 min 35 s 39 |
| 2021  | Championnats de France en salle         | Miramas       | 1er      | 1500m           | 3 min 40 s 27  |
| 2023  | Championnats de France de Cross-country | Carhaix       | 2e       | Cross court     | 14 min 19 s    |
| 2023  | Championnats de France                  | Albi          | 1er      | 3 000 m steeple | 08 min 24 s 87 |

## Records
| Épreuve                 | Épreuve   | Temps          | Lieu         | Date             |
| ----------------------- | --------- | -------------- | ------------ | ---------------- |
| 0 800 m                 | Plein air | 01 min 47 s 46 | Décines      | 29 août 2020     |
| 0 800 m                 | En salle  | 01 min 52 s 02 | Nantes       | 26 janvier 2019  |
| 1 000 m                 | Plein air | 02 min 33 s 69 | Périgueux    | 29 mai 2010      |
| 1 500 m                 | Plein air | 03 min 37 s 71 | Marseille    | 2 juillet 2019   |
| 1 500 m                 | En salle  | 03 min 40 s 27 | Val-de-Reuil | 1er février 2019 |
| 2 000 m                 | En salle  | 05 min 22 s 87 | Bordeaux     | 26 janvier 2013  |
| 3 000 m                 | Plein air | 08 min 15 s 96 | Nantes       | 20 mai 2018      |
| 3 000 m                 | En salle  | 07 min 41 s 40 | Liévin       | 19 février 2020  |
| 5 000 m                 | Plein air | 14 min 21 s 18 | Talence      | 4 mai 2014       |
| 2 000 m steeple (route) | Plein air | 05 min 43 s 24 | Colomiers    | 23 avril 2016    |
| 3 000 m steeple         | Plein air | 08 min 05 s 23 | Doha         | 4 octobre 2019   |
| 05 km (route)           | Plein air | 13 min 48 s —  | Barcelone    | 31 décembre 2020 |
| 10 km (route)           | Plein air | 27 min 50 s —  | Valence      | 12 janvier 2020  |